# Robert Montgomerie
Robert Cecil Lindsay Montgomerie (South Kensington, Londres, 15 de febrer de 1880 – Westminster, Londres, 28 d'abril de 1939) va ser un tirador anglès que va competir durant el primer quart del segle xx. Durant la seva carrera esportiva disputà fins a cinc edicions dels Jocs Olímpics, entre 1908 i 1928, amb dues medalles de plata guanyades.
El 1908 va prendre part en els Jocs Olímpics de Londres, on disputà dues proves del programa d'esgrima. En la competició d'espasa per equips guanyà la medalla de plata formant equip amb Edgar Amphlett, Leaf Daniell, Cecil Haig, Martin Holt i Edgar Seligman; i en la competició d'espasa individual finalitzà en la quarta posició final.
Quatre anys més tard, als Jocs d'Estocolm, guanyà una nova la medalla de plata en la competició d'espasa per equips, mentre en el floret individual fou vuitè i en espasa individual quedà eliminat en semifinals.
De les seves participacions en els Jocs de 1920, 1924 i 1928 destaquen una cinquena posició final en la modalitat de floret per equips i la setena en espasa per equips a Anvers, el 1920.